# Mickey Taveras
Miguel Vinicio Almánzar Taveras (Santo Domingo, 29 de septiembre de 1970), conocido por su nombre artístico Mickey Taveras, es un cantante dominicano de los géneros salsa romántica, merengue y bachata.

## Biografía
Los padres de Mickey Taveras son Raúl Almánzar y Modesta Taveras de ascendencia ecuatoriana. Se instruyó como músico en la Escuela de Bellas Artes y Cultos en la misma República Dominicana; aprendió a tocar la guitarra y el piano, también cursó clases de armonía y solfeo. Posteriormente y gracias a estas enseñanzas, aprendió a realizar sus propios arreglos musicales y composiciones. Una persona que sirvió de inspiración a Taveras fue Pedro Fernández, de quien interpretaba sus sencillos musicales. A la edad de 12 años creó un grupo musical de rock, el cual se tituló Los pícaros de Moca. Dos años después crea otra agrupación musical titulada Variedades Musicales. Al poco tiempo formó parte de un grupo que tocaba e interpretaba jazz y baladas en inglés.
Sus cantantes preferidos son Leonardo Favio, Joseíto Mateo, Johnny Ventura, Félix del Rosario, Fernando Villalona, Juan Luis Guerra, Ramón Orlando, Cuco Valoy, Dionis Fernández, Sergio Vargas, Eddy Herrera, Ismael Rivera, Alejandro Sanz, Luis Miguel y Luis Ovalles. Wilfrido Vargas, posteriormente lo lanza a la fama internacional en su orquesta, en la cual se desempeñó como cantante y productor musical. Cinco años más tarde Mickey Taveras decide hacer sus propios proyectos musicales y componer para otros artistas.
En septiembre de 1995 lanza su primer álbum discográfico titulado Lucharé, el cual contiene exitosos temas como «Quiéreme», «A pesar del tiempo», «Y qué me pasa», «Lucharé», «Por qué te quiero», «No te da, «Me gustas». En Colombia logró ventas discográficas que sobrepasaron las 500 000 copias, con la cual Mickey Taveras obtuvo el premio del mejor intérprete en el festival de Viña del Mar en 1996.
Su segundo álbum fue Más romántico y contuvo exitosos temas como «Mi historia entre tus dedos» y gracias a este y varios sencillos más, logró una nominación a los Premios Lo Nuestro.
Tiempo después, lanza otro álbum discográfico, pero esta vez del género bachata, el cual se tituló Sigo Siendo Romántico: Grandes éxitos de la Bachata, pero este, a diferencia de sus álbumes predecesores, no logra gran comercialización y éxito, aunque Mickey Taveras recibió una nominación a los premios Grammy Latino.
En el 2013, lanzara al mercado dos discos con una calidad única. "Te esperare" se compone de 3 salsas, 3 merengues y 5 bachatas. "Pasado y presente" es el sueño de Mickey Taveras en este álbum muestra su gran calidad vocal, su toque musical más su maestría para componer y en ritmo de pop, rock y balada nos refresca la memoria con los éxitos que hizo en salsa entre 1996 y 2002. "Me gustas", "Y qué me pasa", "A pesar del tiempo", "Quiéreme", "Por qué te quiero". Grabó el tema "Me enloqueces", que hiciera éxito Charlie Zaa en su álbum "Ciego de amor". El primer sencillo que se está lanzando se titula "Alguien como tú". También están los temas: "Vamos a darlo todo", "A Jesús", "Mama", "El niño" y "Asesina a sangre fría". En 2016 graba una nueva producción bajo el apoyo de Plus Latin Shows, con su tema principal "Hoy ya me voy" con la colaboración especial de José Aguirre.

## Discografía
- Lucharé (1995)
- Más Romántico (1999)
- Sigo Siendo Romántico: Grandes Éxitos de la Bachata (2003)
- Te Esperaré (2006)
- Pasado y Presente (2013)